# 賴斯維爾 (愛荷華州)
賴斯維爾（英語：Riceville）是一個位於美國愛荷華州米切爾縣和霍華德縣的城市。

## 地理
賴斯維爾的座標為43°21′45″N 92°33′12″W / 43.36250°N 92.55333°W，而該地的平均海拔高度為375米（即1230英尺）。

## 人口
根據2010年美國人口普查的數據，賴斯維爾的面積為2.87平方千米，當中陸地面積為2.85平方千米，而水域面積為0.02平方千米。當地共有人口502人，而人口密度為每平方千米174人。